# Zanclella glomboides
Zanclella glomboides is een hydroïdpoliep uit de familie Zancleidae. De poliep komt uit het geslacht Zanclella. Zanclella glomboides werd in 2000 voor het eerst wetenschappelijk beschreven door Boero, Bouillon & Gravili. 